# Холм (Крајс Пинеберг)
Холм (њем. Holm) општина је у њемачкој савезној држави Шлезвиг-Холштајн. Једно је од 49 општинских средишта округа Пинеберг. Према процјени из 2010. у општини је живјело 3.116 становника. Посједује регионалну шифру (AGS) 1056028.

## Географски и демографски подаци
Холм се налази у савезној држави Шлезвиг-Холштајн у округу Пинеберг. Општина се налази на надморској висини од 11 метара. Површина општине износи 16,0 km². У самом мјесту је, према процјени из 2010. године, живјело 3.116 становника. Просјечна густина становништва износи 194 становника/km².